# Emilia Falcón y Marín
Emilia Falcón y Marín (Madrid, ?–desembre de 1867) va ser una pintora espanyola.
Nascuda a Madrid, filla d'un general. Va ser deixebla d'Eusebio Rey i d'Emilio Soubrier. Va participar en l'Exposició Nacional de Belles Arts de 1866, on van presentar un retrat del seu pare, pel que val ser guardonada amb una menció honorífica. Va morir el desembre de 1867.